# Барбара Поттер
Барбара Поттер (англ. Barbara Potter, нар. 22 жовтня 1961) — колишня американська професійна тенісистка.
Здобула шість одиночних та дев'ятнадцять парних титулів туру WTA. 
Найвищу одиночну позицію світового рейтингу — 7 місце досягнула в грудні 1982 року.
Завершила кар'єру 1989 року.

## Важливі фінали

### Фінали турнірів Великого шолома

#### Women's doubles (1 runner–up)
| Результат | Рік  | Championship                     | Покриття | Партнер    | Опоненти              | Рахунок  |
| --------- | ---- | -------------------------------- | -------- | ---------- | --------------------- | -------- |
| Поразка   | 1982 | Відкритий чемпіонат США з тенісу | Тверде   | Шерон Волш | Кеті Джордан Енн Сміт | 6–4, 6–4 |

#### Мікст (2 поразки)
| Результат | Рік  | Championship                     | Покриття | Партнер      | Опоненти                        | Рахунок                      |
| --------- | ---- | -------------------------------- | -------- | ------------ | ------------------------------- | ---------------------------- |
| Поразка   | 1982 | Відкритий чемпіонат США з тенісу | Тверде   | Ферді Тейган | Енн Сміт Кевін Каррен           | 6–7(4–7), 7–6(7–4), 7–6(7–5) |
| Поразка   | 1983 | Відкритий чемпіонат США з тенісу | Тверде   | Ferdi Taygan | Елізабет Смайлі Джон Фіцджералд | 3–6, 6–3, 6–4                |

### Чемпіонат WTA

#### Парний розряд: (1 runner–up)
| Результат | Рік  | Championship  | Покриття  | Партнер    | Опоненти                        | Рахунок       |
| --------- | ---- | ------------- | --------- | ---------- | ------------------------------- | ------------- |
| Поразка   | 1981 | New York City | Килим (i) | Шерон Волш | Мартіна Навратілова Пем Шрайвер | 6–0, 7–6(8–6) |

## Фінали турнірів WTA

### Одиночний розряд: 14 (6–8)
| Перемога — Легенда                |
| --------------------------------- |
| Турніри Великого шолома (0–0)     |
| Турніри WTA Tour (0–0)            |
| Tier I (0–0)                      |
| Tier II (0–0)                     |
| Tier III (1–0)                    |
| Tier IV (0–1)                     |
| Tier V (0–1)                      |
| Virginia Slims, Avon, Other (5–6) |

| Титули за покриттям |
| ------------------- |
| Тверде (2–2)        |
| Трава (0–1)         |
| Ґрунт (0–0)         |
| Килим (4–5)         |

| Результат | Ранг | Дата            | Турнір                 | Покриття   | Опонент                 | Рахунок            |
| --------- | ---- | --------------- | ---------------------- | ---------- | ----------------------- | ------------------ |
| Перемога  | 1.   | 29 січня 1979   | Торонто                | Килим (i)  | Беттіна Бюнге           | 6–1, 6–4           |
| Поразка   | 1.   | 14 січня 1980   | Las Vegas              | Тверде (i) | Андреа Єйгер            | 6–7, 6–4, 1–6      |
| Поразка   | 2.   | 23 лютого 1981  | Seattle                | Килим (i)  | Сільвія Ганіка          | 2–6, 4–6           |
| Перемога  | 2.   | 11 січня 1982   | Cincinnati             | Килим (i)  | Bettina Bunge           | 6–2, 7–6(7–3)      |
| Поразка   | 3.   | 8 лютого 1982   | Kansas City            | Килим (i)  | Мартіна Навратілова     | 2–6, 2–6           |
| Поразка   | 4.   | 13 вересня 1982 | Toray Pan Pacific Open | Килим (i)  | Bettina Bunge           | 6–7(4–7), 2–6      |
| Перемога  | 3.   | 27 вересня 1982 | Філадельфія            | Килим (i)  | Пем Шрайвер             | 6–4, 6–2           |
| Поразка   | 5.   | 6 лютого 1984   | Чикаго                 | Килим (i)  | Пем Шрайвер             | 6–7(4–7), 6–2, 3–6 |
| Перемога  | 4.   | 19 серпня 1985  | Monticello             | Тверде     | Гелен Келесі            | 4–6, 6–3, 6–2      |
| Перемога  | 5.   | 2 лютого 1987   | Вічита                 | Килим (i)  | Лариса Савченко-Нейланд | 7–6(8–6), 7–6(7–5) |
| Поразка   | 6.   | 23 березня 1987 | Washington             | Килим (i)  | Гана Мандлікова         | 4–6, 2–6           |
| Поразка   | 7.   | 11 липня 1988   | Ньюпорт                | Трава      | Лорі Макніл             | 4–6, 6–4, 3–6      |
| Перемога  | 6.   | 1 серпня 1988   | Мастерс Цинциннаті     | Тверде     | Гелен Келесі            | 6–2, 6–2           |
| Поразка   | 8.   | 20 лютого 1989  | Wichita                | Тверде (i) | Емі Фрейзер             | 6–4, 4–6, 0–6      |

### Парний розряд: 41 (19–22)
| Перемога — Легенда                  |
| ----------------------------------- |
| Турніри Великого шолома (0–1)       |
| Турніри WTA Tour (0–1)              |
| Tier I (0–0)                        |
| Tier II (0–0)                       |
| Tier III (0–0)                      |
| Tier IV (1–0)                       |
| Tier V (0–0)                        |
| Virginia Slims, Avon, Other (18–20) |

| Титули за покриттям |
| ------------------- |
| Тверде (3–5)        |
| Трава (3–0)         |
| Ґрунт (1–1)         |
| Килим (12–16)       |

| Результат | Ранг | Дата              | Турнір                           | Покриття   | Партнер          | Опоненти                                    | Рахунок          |
| --------- | ---- | ----------------- | -------------------------------- | ---------- | ---------------- | ------------------------------------------- | ---------------- |
| Поразка   | 1.   | 21 серпня 1978    | Мава                             | Тверде     | Пем Вайткросс    | Ілана Клосс Marise Kruger                   | 3–6, 4–6         |
| Перемога  | 1.   | 14 січня 1980     | Las Vegas                        | Тверде (i) | Кей Макденіел    | Diane Desfor Барбара Джордан                | 4–5, 7–6, 6–4    |
| Перемога  | 2.   | 22 вересня 1980   | Atlanta                          | Килим (i)  | Шерон Волш       | Кеті Джордан Енн Сміт                       | 6–3, 6–1         |
| Перемога  | 3.   | 15 грудня 1980    | Tucson                           | Килим (i)  | Леслі Аллен      | Мері-Лу П'ятек Венді Вайт                   | 7–6, 6–0         |
| Перемога  | 4.   | 12 січня 1981     | Kansas City                      | Килим (i)  | Шерон Волш       | Розмарі Касалс Венді Тернбулл               | 6–2, 7–6(4)      |
| Поразка   | 2.   | 26 січня 1981     | Чикаго                           | Килим (i)  | Шерон Волш       | Мартіна Навратілова Пем Шрайвер             | 3–6, 4–6         |
| Перемога  | 5.   | 16 березня 1981   | Бостон                           | Килим (Ii) | Шерон Волш       | Джоанн Расселл Вірджинія Рузіч              | 6–7, 6–4, 6–3    |
| Поразка   | 3.   | 25 березня 1981   | Чемпіонат WTA                    | Килим (i)  | Шерон Волш       | Мартіна Навратілова Пем Шрайвер             | 0–6, 6–7(6)      |
| Поразка   | 4.   | 4 травня 1981     | Токіо                            | Килим (i)  | Шерон Волш       | Сью Баркер Енн Кійомура                     | 5–7, 2–6         |
| Перемога  | 6.   | 19 жовтня 1981    | Брайтон                          | Килим (i)  | Енн Сміт         | Міма Яушовець Пем Шрайвер                   | 6–7, 6–3, 6–4    |
| Поразка   | 5.   | 26 жовтня 1981    | Porsche Tennis Grand Prix        | Килим (i)  | Енн Сміт         | Міма Яушовець Мартіна Навратілова           | 4–6, 1–6         |
| Перемога  | 7.   | 16 листопада 1981 | Perth                            | Трава      | Шерон Волш       | Бетсі Нагелсен Кенді Рейнолдс               | 6–4, 6–2         |
| Перемога  | 8.   | 8 лютого 1982     | Kansas City                      | Килим (i)  | Шерон Волш       | Мері-Лу П'ятек Енн Сміт                     | 4–6, 6–2, 6–2    |
| Перемога  | 9.   | 22 лютого 1982    | Silicon Valley Classic           | Килим (i)  | Шерон Волш       | Кеті Джордан Пем Шрайвер                    | 6–1, 3–6, 7–6(5) |
| Поразка   | 6.   | 1 березня 1982    | LA Women's Tennis Championships  | Килим (i)  | Шерон Волш       | Кеті Джордан Енн Сміт                       | 3–6, 5–7         |
| Поразка   | 7.   | 19 квітня 1982    | Amelia Island Championships      | Ґрунт      | Шерон Волш       | Леслі Аллен Міма Яушовець                   | 1–6, 5–7         |
| Поразка   | 8.   | 16 серпня 1982    | Мастерс Канада                   | Тверде     | Шерон Волш       | Мартіна Навратілова Кенді Рейнолдс          | 4–6, 4–6         |
| Перемога  | 10.  | 23 серпня 1982    | Mahwah                           | Тверде     | Шерон Волш       | Розмарі Касалс Венді Тернбулл               | 6–1, 6–4         |
| Поразка   | 9.   | 30 серпня 1982    | Відкритий чемпіонат США з тенісу | Тверде     | Шерон Волш       | Розмарі Касалс Венді Тернбулл               | 4–6, 4–6         |
| Поразка   | 10.  | 27 вересня 1982   | Філадельфія                      | Килим (i)  | Шерон Волш       | Розмарі Касалс Венді Тернбулл               | 6–3, 6–7(5), 4–6 |
| Перемога  | 11.  | 4 жовтня 1982     | Deerfield Beach                  | Тверде     | Шерон Волш       | Розмарі Касалс Венді Тернбулл               | 7–6(5), 7–6(3)   |
| Поразка   | 11.  | 25 жовтня 1982    | Brighton                         | Килим (i)  | Шерон Волш       | Мартіна Навратілова Пем Шрайвер             | 6–2, 5–7, 4–6    |
| Поразка   | 12.  | 10 січня 1983     | Х'юстон                          | Килим (i)  | Джо Дьюрі        | Мартіна Навратілова Пем Шрайвер             | 4–6, 3–6         |
| Перемога  | 12.  | 30 січня 1983     | Palm Beach Garden                | Ґрунт      | Шерон Волш       | Кеті Джордан Пола Сміт                      | 6–4, 4–6, 6–2    |
| Перемога  | 13.  | 11 липня 1983     | Ньюпорт                          | Трава      | Шерон Волш       | Barbara Jordan Елізабет Сейєрс              | 6–3, 6–1         |
| Поразка   | 13.  | 19 вересня 1983   | Richmond                         | Килим (i)  | Кеті Джордан     | Розалін Феербенк Кенді Рейнолдс             | 7–6(3), 2–6, 1–6 |
| Поразка   | 14.  | 26 вересня 1983   | Hartford                         | Килим (i)  | Кеті Джордан     | Біллі Джин Кінг Шерон Волш                  | 6–3, 3–6, 4–6    |
| Перемога  | 14.  | 2 жовтня 1983     | Detroit                          | Килим (i)  | Кеті Джордан     | Розмарі Касалс Венді Тернбулл               | 6–4, 6–1         |
| Перемога  | 15.  | 2 січня 1984      | Washington                       | Килим (i)  | Шерон Волш       | Леслі Аллен Енн Вайт                        | 6–1, 6–7(7), 6–2 |
| Поразка   | 15.  | 30 січня 1984     | Houston                          | Килим (i)  | Шерон Волш       | Міма Яушовець Anne White                    | 4–6, 6–3, 6–7(4) |
| Поразка   | 16.  | 6 лютого 1984     | Chicago                          | Килим (i)  | Пем Шрайвер      | Billie Jean King Шерон Волш                 | 7–5, 3–6, 3–6    |
| Перемога  | 16.  | 26 березня 1984   | Boston                           | Килим (i)  | Шерон Волш       | Андреа Леанд Мері-Лу П'ятек                 | 7–6(4), 6–0      |
| Поразка   | 17.  | 17 вересня 1984   | Fort Lauderdale                  | Тверде     | Шерон Волш       | Мартіна Навратілова Елізабет Сейєрс         | 6–2, 2–6, 3–6    |
| Поразка   | 18.  | 22 жовтня 1984    | Brighton                         | Килим (i)  | Шерон Волш       | Алісія Молтон Пола Сміт                     | 7–6, 3–6, 5–7    |
| Перемога  | 17.  | 11 березня 1985   | Даллас                           | Килим (i)  | Шерон Волш       | Марселла Мескер Паскаль Параді              | 5–7, 6–4, 7–6(4) |
| Поразка   | 19.  | 6 травня 1985     | Sydney                           | Килим (i)  | Шерон Волш       | Пем Шрайвер Елізабет Смайлі                 | 5–7, 5–7         |
| Поразка   | 20.  | 21 жовтня 1985    | Brighton                         | Килим (i)  | Гелена Сукова    | Лорі Макніл Катрін Сюїр                     | 6–4, 6–7(3), 4–6 |
| Поразка   | 21.  | 27 січня 1986     | Key Biscayne                     | Тверде     | Betsy Nagelsen   | Кеті Джордан Елізабет Смайлі                | 6–7(5), 6–2, 2–6 |
| Перемога  | 18.  | 28 березня 1986   | Nashville                        | Килим (i)  | Пем Шрайвер      | Кеті Джордан Елізабет Смайлі                | 6–4, 6–3         |
| Поразка   | 22.  | 2 лютого 1987     | Вічита                           | Килим (i)  | Wendy White      | Світлана Пархоменко Лариса Савченко-Нейланд | 2–6, 4–6         |
| Перемога  | 19.  | 11 липня 1988     | Newport                          | Трава      | Rosalyn Fairbank | Джиджі Фернандес Лорі Макніл                | 6–4, 6–3         |

## Виступи у турнірах Великого шолома

### Одиночний розряд
| Турнір                                 | 1978  | 1979  | 1980  | 1981  | 1982  | 1983  | 1984  | 1985  | 1986  | 1987  | 1988  | 1989  | Career SR |
| -------------------------------------- | ----- | ----- | ----- | ----- | ----- | ----- | ----- | ----- | ----- | ----- | ----- | ----- | --------- |
| Відкритий чемпіонат Австралії з тенісу | A     | A     | A     | 2р    | 3р    | 3р    | ЧФ    | 2р    | NH    | A     | 2р    | 1р    | 0 / 7     |
| Відкритий чемпіонат Франції з тенісу   | A     | A     | A     | A     | A     | A     | A     | 1р    | A     | A     | A     | A     | 0 / 1     |
| Вімблдонський турнір                   | 2р    | 1р    | 3р    | 2р    | ЧФ    | ЧФ    | 2р    | ЧФ    | A     | 2р    | 2р    | A     | 0 / 10    |
| Відкритий чемпіонат США з тенісу       | 2р    | 3р    | 3р    | ПФ    | 2р    | 2р    | 2р    | 2р    | A     | 1р    | 2р    | A     | 0 / 10    |
| SR                                     | 0 / 2 | 0 / 2 | 0 / 2 | 0 / 3 | 0 / 3 | 0 / 3 | 0 / 3 | 0 / 4 | 0 / 0 | 0 / 2 | 0 / 3 | 0 / 1 | 0 / 28    |
| Рейтинг на кінець року                 | 62    | 47    | 25    | 10    | 8     | 25    | 12    | 17    | 26    | 12    | 10    | 105   |           |

### Парний розряд
| Турнір                                 | 1978  | 1979  | 1980  | 1981  | 1982  | 1983  | 1984  | 1985  | 1986  | 1987  | 1988  | 1989  | Career SR |
| -------------------------------------- | ----- | ----- | ----- | ----- | ----- | ----- | ----- | ----- | ----- | ----- | ----- | ----- | --------- |
| Відкритий чемпіонат Австралії з тенісу | A     | A     | A     | ЧФ    | ПФ    | ПФ    | ПФ    | ПФ    | NH    | A     | ПФ    | 1р    | 0 / 7     |
| Відкритий чемпіонат Франції з тенісу   | A     | A     | A     | A     | A     | A     | A     | A     | A     | A     | A     | A     | 0 / 0     |
| Вімблдонський турнір                   | 2р    | 2р    | 1р    | ЧФ    | 2р    | ПФ    | ПФ    | ЧФ    | A     | A     | 2р    | 2р    | 0 / 10    |
| Відкритий чемпіонат США з тенісу       | A     | A     | A     | 1р    | F     | A     | ЧФ    | ЧФ    | A     | 2р    | 1р    | A     | 0 / 6     |
| SR                                     | 0 / 1 | 0 / 1 | 0 / 1 | 0 / 3 | 0 / 3 | 0 / 2 | 0 / 3 | 0 / 3 | 0 / 0 | 0 / 1 | 0 / 3 | 0 / 2 | 0 / 23    |
| Рейтинг на кінець року                 |       |       |       |       |       |       | 3     | 9     | 25    | 26    | 51    | 356   |           |